# Vai avanti tu che mi vien da ridere
Vai avanti tu che mi vien da ridere è un film del 1982 diretto da Giorgio Capitani.

## Trama
Il commissario Pasquale Bellachioma è un volenteroso poliziotto che insieme al fido Cavicchioli cerca di distinguersi per impegno e dedizione al servizio, ma a causa della sua goffaggine non ne azzecca una. Un giorno l'ex moglie, risposatasi con un musicista di nome Gianni, prima di partire per la sua seconda luna di miele gli affida il suo cane San Bernardo e il loro figlio adolescente.

Agostina Belli e Lino Banfi in una scena del film

Il commissario riceve la notizia che è stato trasferito a San Vito Alto, un paese in provincia di Trento, descritto dall'appuntato di turno come una sorta di avamposto siberiano. Il trasferimento deve essere effettuato in giornata, ma Bellachioma viene a sapere che l'indomani verrà a Roma lo sceicco Abadjan, che ha già subito numerosi attentati (da cui è sopravvissuto sempre per un colpo di fortuna) ad opera di un misterioso killer che ha ucciso qualunque testimone dei suoi delitti: unico sopravvissuto è la transessuale Andrea.
Il commissario ritarda con una scusa la partenza e decide di indagare privatamente sul caso. È il primo a trovare Andrea, l'arresta e poi la protegge, per sfuggire al killer del magnate del petrolio, che è anche sulle sue tracce. Stando insieme a lei finisce con l'affezionarsi, ma non vuole ammetterlo. Andrea se ne accorge e gli rivela che non è un uomo, ma è una donna a tutti gli effetti: si è finta un travestito solo per sfuggire al killer. Il suo vero nome è Andrea Maria Richter ed è nata a Lugano, in Svizzera.
Il petroliere giunge a Roma protetto da un enorme servizio di sicurezza, ma l'assassino è comunque riuscito ad entrare a Villa Borghese, dove si tiene il ricevimento in suo onore. Bellachioma, con un intervento fortuito ma tempestivo, riesce a salvargli la vita. Di conseguenza il suo trasferimento viene annullato e il commissario viene premiato con una medaglia: adesso può finalmente vivere con la sua amata.

## Colonna sonora
In una scena del film si sente chiaramente una parte del tema principale del film Poliziotto superpiù, composto da Carmelo e Michelangelo La Bionda.